# Johanna Öfverbeck
Johanna Sara Elisabeth Öfverbeck, född 29 december 1984 i Malmö (Kulladal), är en svensk politiker (miljöpartist). Hon var riksdagsledamot (tjänstgörande ersättare) 4 maj–31 december 2020 för Malmö kommuns valkrets.
Öfverbeck kandiderade i riksdagsvalet 2018 och blev ersättare. Hon var tjänstgörande ersättare i riksdagen för Rasmus Ling under perioden 4 maj–31 december 2020. I riksdagen var hon extra suppleant i justitieutskottet.